# Лебідка маневрова

Лебідка маневрова. Складається із електродвигуна 1, редуктора 2, гальмової системи 3, барабана 4 і рами 5.

Маневрові лебідки — спеціальний вид лебідок, які використовують у гірничій справі на пересувних навантажувальних станціях для підтягання составів при заповненні вагонеток і для обміну навантажених поїздів на порожні. За кількістю барабанів лебідки ділять на однобарабанні (типи ЛВД, ЛМП) і двобарабанні (МК), а за видом споживаної енергії — на електричні (ЛВД, МК) і пневматичні (ЛМП). Тягове зусилля на канатах — 4,5…18 кН, канатомісткість—130…150 м, швидкість руху робочого органу—0,25…0,7 м/с, діаметр каната — 12,5 мм.